# Hôtel Pellissier de Visan
Pour les articles homonymes, voir Pellissier.
L'Hôtel Pellissier est un hôtel particulier du XVIIIe siècle, à Visan, dans le département de Vaucluse. Il est actuellement propriété de la commune, qui l'utilise comme lieu d'expositions et de manifestations. Une des salles accueille aussi les mariages. Il est mitoyen du bâtiment de la Mairie.

## Histoire
L'hôtel de Pellissier est un hôtel particulier, construit à la demande de Joseph Pellissier de Saint-Ferréol, président du tribunal ecclésiastique de Carpentras. 
Il est inscrit à l'inventaire supplémentaire des monuments historiques depuis 1er mars 2012.

## Construction
Cet hôtel a été construit de 1740 à 1770, sur des terrains achetés par la famille Pellissier de Saint-Féréol, en remplacement d'anciennes maisons démolies pour l'occasion.  Il est l'œuvre des architectes Lambertin et Tessier.

## À voir aussi

### Sources
Histoire de la noblesse du comté venaissin d'Avignon.